# Gracchus

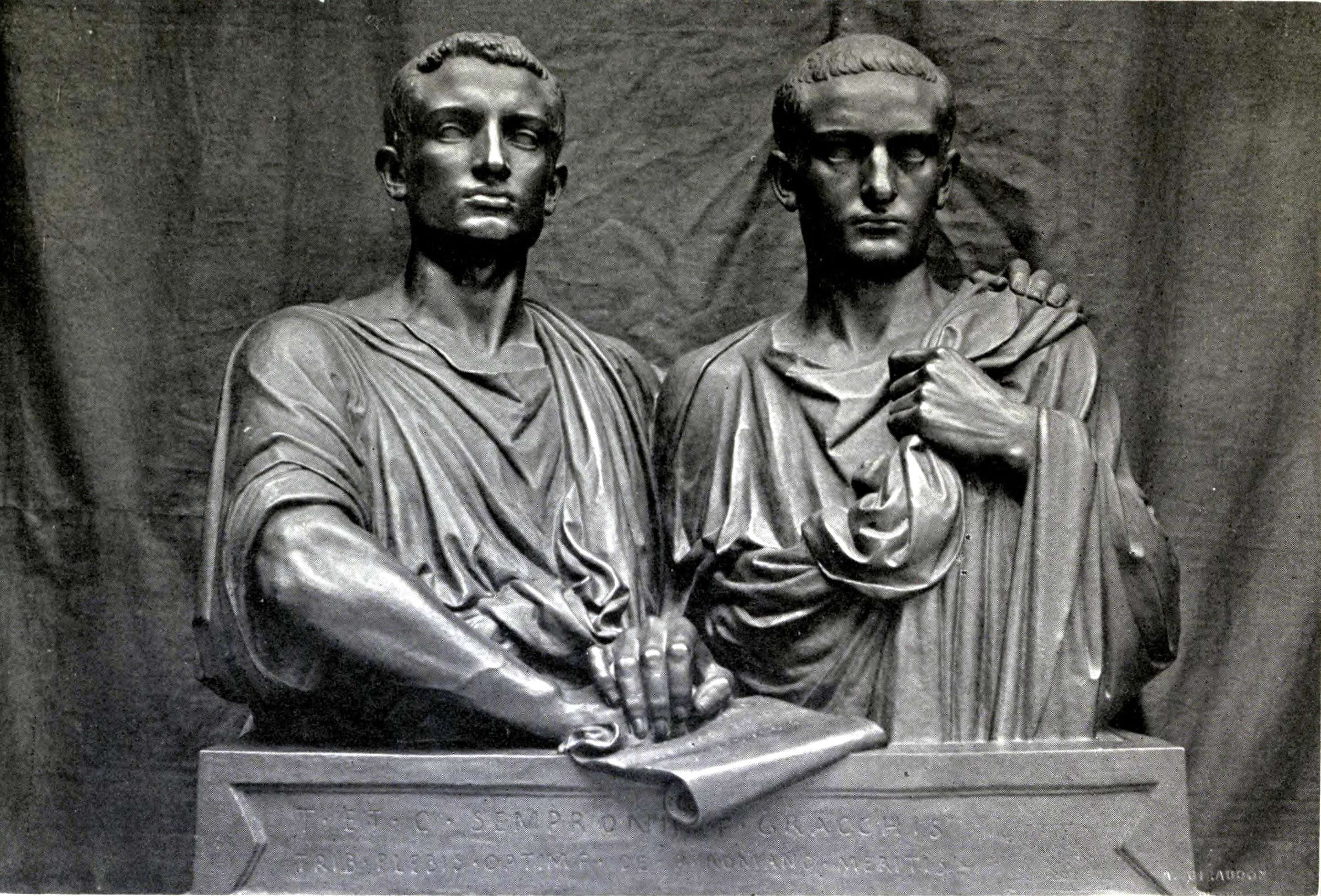
Frații Gracchus, de Jean-Baptiste Claude Eugène Guillaume.

Gracchus (lat. cel îndurător, pronunția română [ˈgʁaxʊs], pronunția latină clasică [ˈgrakʰʊs]) este cognomenul unei familii plebee distinse a Republicii Romane. Gracchii au fost o ramură a familiei Sempronia.
Cei mai cunoscuți membri ai familiei sunt:
- Tiberius Sempronius Gracchus, consul în anul 238 î.Hr., și conducător militar;
- fiul său, Tiberius Sempronius Gracchus, consul roman în anul 215 î.Hr.
- omonimul lor, Tiberius Sempronius Gracchus, numit cel Bătrân, consul în anii 177 î.Hr. și 163 î.Hr., decedat în anul 154 î.Hr., căsătorit cu Cornelia, fiica lui Scipio Africanul; și fiii lor:
- tânărul Tiberius Sempronius Gracchus, tribun al plebei în 133 î.Hr.; a încercat să obțină un nou mandat de tribun în 132 î.Hr., iar dușmanii săi l-au acuzat că vrea să devină rege și l-au asasinat;
- fratele său, Gaius Sempronius Gracchus, tribun în anii 123 î.Hr. și 122 î.Hr.

Frații Tiberius și Gaius Gracchus, care au fost populares, sunt cunoscuți, de asemenea, sub numele de „Gracchi” și sunt autorii reformelor fraților Gracchi care au dus la începerea Războaielor civile romane (133-30 î.Hr.).
Familia Gracchus a fost înrudită prin alianță cu familiile Scipio, Cornelia, Claudia și Paullus.